# Холцгерлинген
Холцгерлинген (њем. Holzgerlingen) град је у њемачкој савезној држави Баден-Виртемберг. Једно је од 25 општинских средишта округа Беблинген. Према процјени из 2010. у граду је живјело 12.717 становника. Посједује регионалну шифру (AGS) 8115024.

## Географски и демографски подаци
Холцгерлинген се налази у савезној држави Баден-Виртемберг у округу Беблинген. Град се налази на надморској висини од 476 метара. Површина општине износи 13,4 km². У самом граду је, према процјени из 2010. године, живјело 12.717 становника. Просјечна густина становништва износи 950 становника/km².

## Међународна сарадња
| Мјесто | Држава     | Врста сарадње | Од    |
| ------ | ---------- | ------------- | ----- |
|        | Швајцарска | партнерство   | 1984. |
| Извор  |            |               |       |